# 塔季亞娜·麥法登
塔季亞娜·麥法登（俄语：Татьяна Макфадден，1989年4月21日—）是俄裔美籍女子T54級輪椅競速運動員。麥法登曾參與數屆夏季帕拉林匹克運動會，並拿下20面獎牌。

## 生平
麥法登1989年4月21日出生於蘇聯列寧格勒，由於先天性疾病脊柱裂導致她腰部以下癱瘓；被生母送往孤兒院後，院方卻無餘裕幫她買張輪椅。因此麥法登6歲以前都是用手走路，直到被當時到訪俄羅斯的美國衛生及公共服務部身心障礙事務專員黛博拉·麥法登（Deborah McFadden）及其搭檔布莉姬·歐尚娜希（Bridget O'Shaughnessy）收養，之後定居於巴爾的摩。
麥法登8歲時接觸輪椅競速，為了增肌，成長過程中她嘗試過多項運動，首先是游泳，再來是體操、輪椅籃球、雪橇曲棍球以及田徑。就讀伊利諾大學厄巴納-香檳分校時期，麥法登主修人類發展與家庭學系，且加入了輪椅籃球校隊。此外，她也是無宗派姊妹會ΦΣΣ西塔分會的成員之一。

## 競賽成績

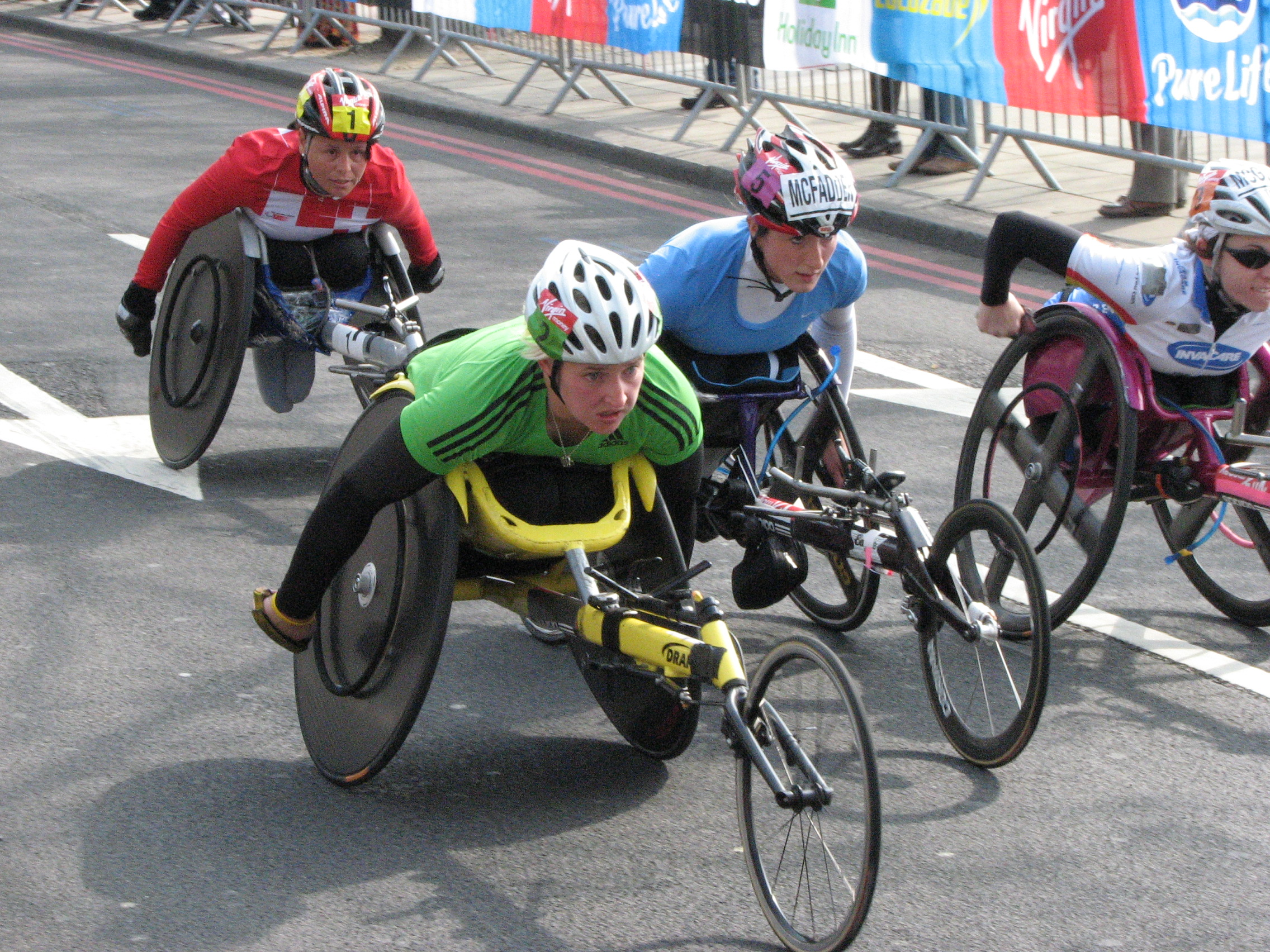
2011年倫敦馬拉松女子輪椅競速（由左至右：珊德拉·格拉夫、雪莉·伍茲、麥法登、阿曼達·麥葛瑞）

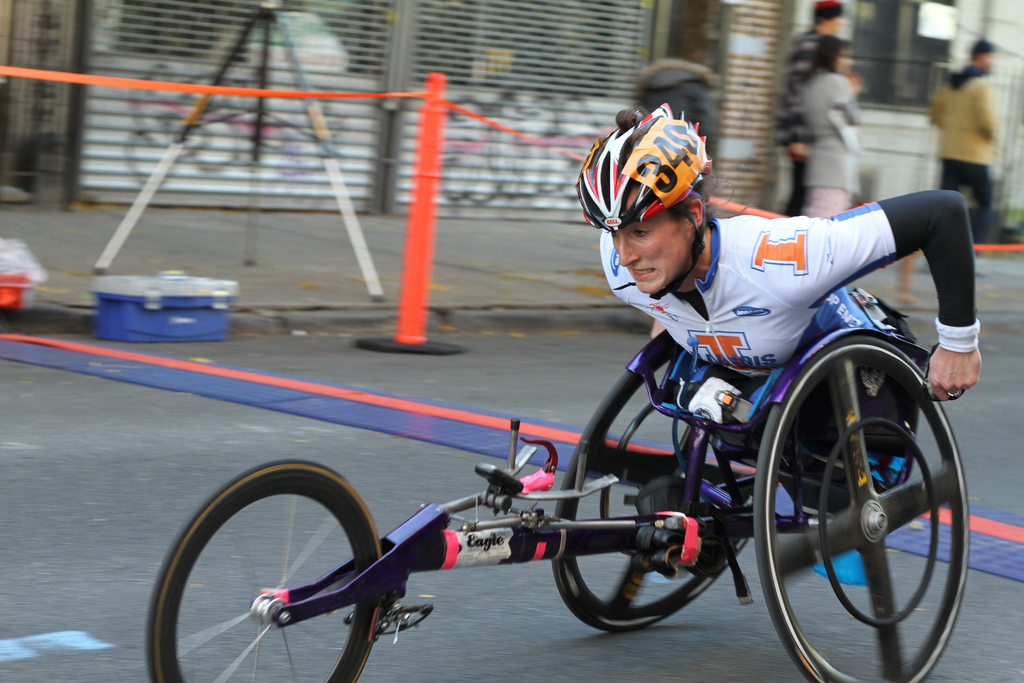
麥法登參與2011年紐約馬拉松

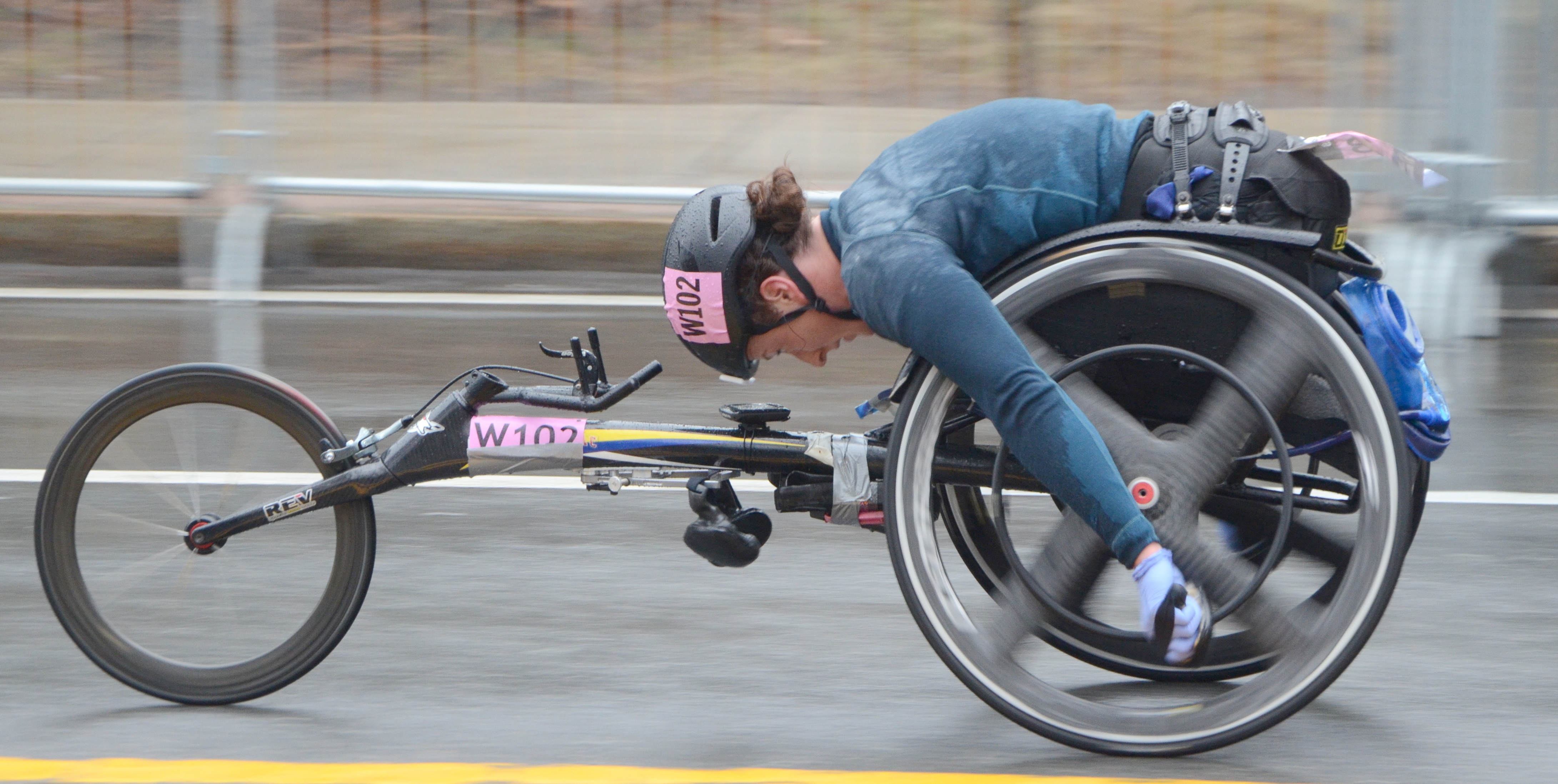
麥法登以第一名接近半程檢查點（2018年波士頓馬拉松）

2004年麥法登首次於帕奧會出賽，參加女子100公尺、200公尺、400公尺及800公尺四項T54級項目，獲得1銀1銅。2008年北京帕奧，她摘下3銀1銅。
在麥法登2009年芝加哥馬拉松意外取勝以前，短跑一直是她的專練項目。隨後她更接連於2010年紐約馬拉松、2011年芝加哥馬拉松、2011年倫敦馬拉松、2015年的波士頓馬拉松及紐約馬拉松告捷。

## 媒體
麥法登以監製身份參與2020年由Netflix推出的體育紀錄片帕奧精神：鳳凰高飛，同時也有訪談片段。